# Bjursås
Bjursås is een plaats in de gemeente Falun in het landschap Dalarna en de provincie Dalarnas län in Zweden. De plaats heeft 1864 inwoners (2005) en een oppervlakte van 326 hectare. Een oostelijke uitloper van Bjursås ligt in aan het meer Rogsjön. Twee kilometer ten noorden van de plaats ligt een skigebied met 5 liften.

## Verkeer en vervoer
Aan de westkant ligt Bjursås aan de Riksväg 69.